# Красненьківська сільська рада (Кривоозерський район)
Красне́ньківська сільська́ ра́да — колишній орган місцевого самоврядування у Кривоозерському районі Миколаївської області. Адміністративний центр — село Красненьке.

## Загальні відомості
- Красненьківська сільська рада утворена 21 жовтня 1985 року.
- Населення ради: 1 002 особи (станом на 2001 рік)

## Населені пункти
Сільській раді були підпорядковані населені пункти:
- с. Красненьке

## Склад ради
Рада складалася з 12 депутатів та голови.
- Голова ради: Кондратюк Тетяна Анатоліївна
- Секретар ради: Смолянець Ольга Костянтинівна

### Керівний склад попередніх скликань
| Прізвище, ім'я, по батькові  | Основні відомості                                                 | Дата обрання | Дата звільнення |
| ---------------------------- | ----------------------------------------------------------------- | ------------ | --------------- |
| Кондратюк Тетяна Анатоліївна | Сільський голова, 1964 року народження, освіта вища, позапартійна | 26.03.2006   | 31.10.2010      |
| Кондратюк Тетяна Анатоліївна | Сільський голова, 1964 року народження, освіта вища               | 31.10.2010   |                 |

Примітка: таблиця складена за даними сайту Верховної Ради України